# Терниц
Терниц град је у Аустрији, смештен у источном делу државе, јужно од главног града Беча. Значајан је град у покрајини Доњој Аустрији, у оквиру округа Нојнкирхен.

## Природне одлике
Терниц се налази у источном делу Аустрије, на 75 км јужно од главног града Беча.
Град се образовао на месту где се источни огранци Алпа спуштају у југозападни обод Бечке котлине. Надморска висина града је око 400 m. Кроз град протиче река Шварца. 

## Становништво
| 1971.  | 1981.  | 1991.  | 2001.  | 2011.  |
| ------ | ------ | ------ | ------ | ------ |
| 16.515 | 16.104 | 15.443 | 15.232 | 14.831 |

Данас је Терниц град са око 17.000 становника. Последњих деценија број градског становништва се значајно повећава услед ширења градског подручја Беча.

## Галерија
- Главна римокатоличка црква
- Алпи изнад Терница
- Градска железничка станица